# Carl Friedrich von Kaltenborn
Carl Friedrich von Kaltenborn (født 4. august 1723 i Oels, Schlesien, død 25. marts 1800 i Christiania) var en dansk-norsk officer.
Han døde som generalmajor og chef for Akershusiske Regiment og er stamfader for den nulevende norske familie Kaltenborn. Hans to sønner var oberst Friedrich Gustav Maximilian Kaltenborn (1782-1859) og generalmajor Carl Friedrich Ferdinand Wilhelm Albrecht Kaltenborn (1785-1832)